# Pour le rôle
Pour plus de détails, voir Fiche technique et Distribution.
Pour le rôle est un court métrage français réalisé par Pierre Niney en 2013,.

## Synopsis
François, un jeune acteur, se présente pour passer un casting. Au terme d’un entretien très étrange, dans un bureau lugubre, il découvre qu’il est en réalité au cœur d’une mise en scène mystérieuse à laquelle il va être forcé de prendre part…

## Fiche technique
Sauf indication contraire, les informations mentionnées dans cette section peuvent être confirmées par la base de données cinématographiques IMDb,  présente dans la section « Liens externes ».
- Titre : Pour le rôle
- Réalisation : Pierre Niney, assisté de Thomine de Pins
- Scénario : Pierre Niney et Igor Gotesman
- Décors : Emmanuel Marthon
- Costumes : Isabelle Mathieu
- Photographie : Julien Bureau
- Assistant opérateur : Tarik Ribeihi
- Montage : Grégoire Sivan
- Musique : Matthieu Langlet
- Son : Rémi Daru (ingénieur du son), Boris Chapelle (monteur son)
- Production : Mon Voisin Productions, ADAMI - Association Artistique
- Directeur de production : Michel Mintrot
- Producteur délégué : Antoine Le Carpentier
- Exportation / Vente internationale : L'Agence du court métrage
- Scripte : Nina Rives
- Pays :  France
- Langue : français
- Format : couleur
- Genre : court métrage,  comédie
- Thèmes : absurde, cinéma, nature humaine
- Année de production : 2013
- Durée : 13 minutes 26 secondes
- Date de sortie :  
  -  France - mai 2013

## Distribution
- François Civil : François
- Yann Sorton : Richard
- Brice Hillairet : Théo
- Noémie Merlant : La secrétaire

## Commentaires
- L'ADAMI, la Société civile pour l'Administration des Droits des Artistes et Musiciens Interprètes, a proposé à Pierre Niney de réaliser son premier court métrage pour la sélection "Talents Cannes Adami 2013" du Festival de Cannes[3]. Pour fêter les 20 ans des "Talents Cannes", 7 courts métrages ont été produits en association avec la société de production Mon Voisin Productions et ont été réalisés par des comédiens issus des promotions antérieures[4]. Pour le rôle a été présenté au Festival de Cannes 2013 dans le cadre de la programmation de l'ACID, l'Association du Cinéma Indépendant pour sa Diffusion.
- Pierre Niney a par ailleurs joué en 2007 dans le court métrage La Consolation de Nicolas Klotz et Élisabeth Perceval, présenté au Festival de Cannes 2007 pour la sélection "Talents Cannes Adami 2007". Pierre Niney change ainsi de rôle, passant de l'interprétation à la réalisation.

## Distinctions

### Récompenses
- Festival international des jeunes réalisateurs de Saint-Jean-de-Luz 2013 : Chistera du court-métrage avec Pour le rôle doté d'une bourse d'écriture par le Fonds de dotation Porosus
- City of Lights, City of Angels (CoL-CoA) - Los Angeles - 2014 : Prix du public

### Sélections
- Festival international des jeunes réalisateurs de Saint-Jean-de-Luz - 2013
- Festival international du film Molodist de Kiev - 2013
- Festival européen du film court de Brest - 2013
- Festival international du court-métrage de Clermont-Ferrand - 2014
- Festival international du court-métrage de Nimègue (Go Short) - 2014
- City of Lights, City of Angels (CoL-CoA) - Los Angeles - 2014
- Festival du film français de Sacramento - 2014